# Les Enfoirés

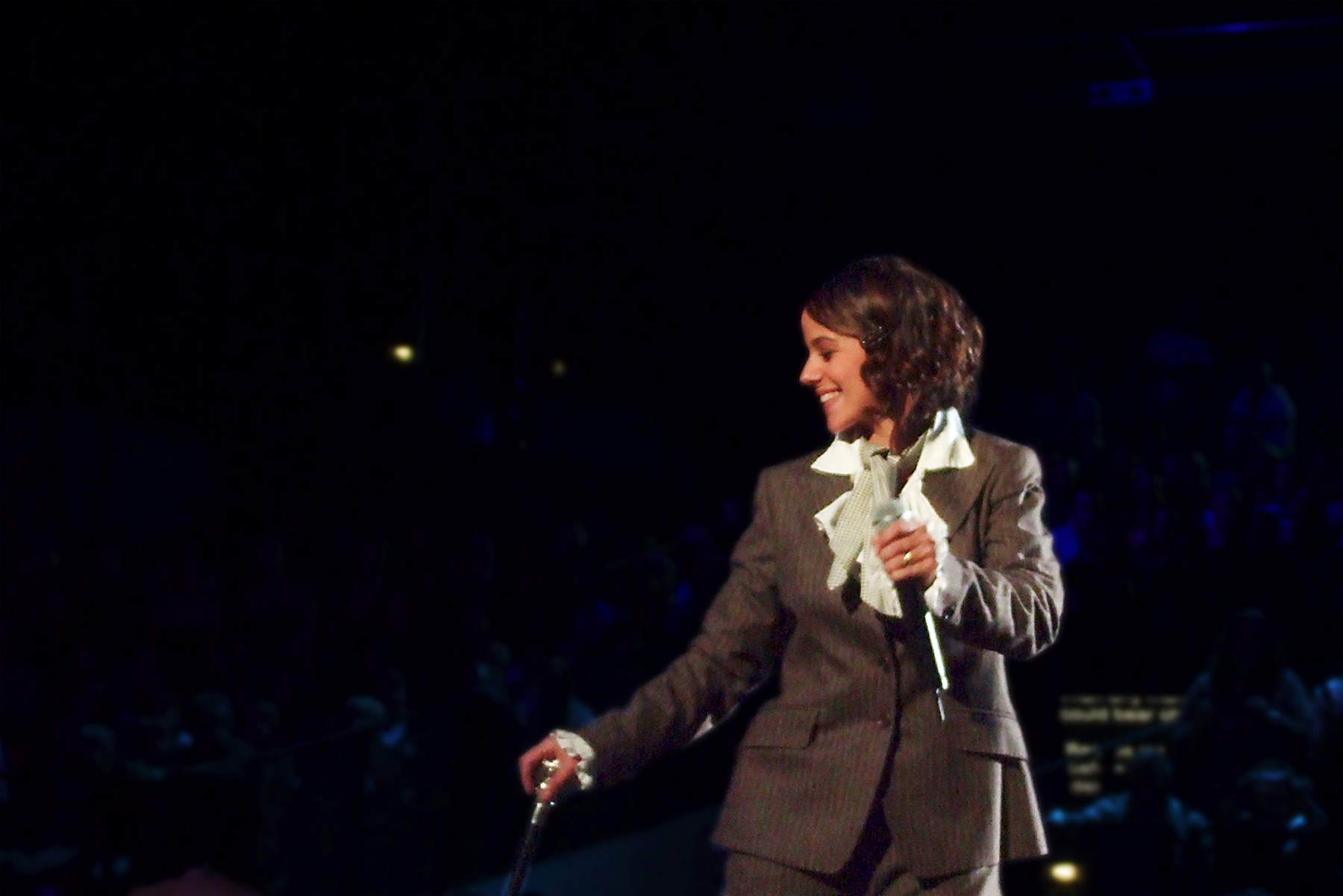
Alizée i Les Enfoirés 2008 i Strasbourg.

Les Enfoirés är en årlig fransk välgörenhetskonsert som startade år 1986. Pengarna som samlas in går till Restaurants du Cœur.
Varje år deltar en stor grupp artister och andra kändisar i konserten. De framför för det mesta franska låtar men ibland finns även ett par internationella låtar med på programmet. Den artist vars låtar har framförts mest är Johnny Hallyday som själv deltog tre gånger under 80 och 90-talet. Den artist som varit med flest gånger är Jean-Jacques Goldman som deltagit i hela 24 år.
De senaste åren har Les Enfoirés bestått av ett flertal konserter som hållits över ett par dagar i slutet av januari. I början av mars visas en av konserterna på TV-kanalen TF1 och dagen därpå släpps en CD och DVD. Sedan man började mäta antalet TV-tittare år 1998 har programmet årligen setts av fler än 8 miljoner fransmän. Rekordet sattes år 2012 då 13,2 miljoner såg Le Bal des Enfoirés, cirka 20 procent av Frankrikes befolkning. Konserterna har ett nytt namn och program varje år och hålls varje år i en ny arena och värdstad.